# Gonzalo Espina Peruyero
Gonzalo Espina Peruyero (ur. 18 lutego 1953 w Piloña) – hiszpański duchowny rzymskokatolicki posługujący w Chile, od 2017 administrator apostolski Valdivii.

## Życiorys
Święcenia kapłańskie przyjął 20 maja 1979. 26 sierpnia 2017 został mianowany administratorem apostolskim Valdivii. Funkcję tę będzie pełnił do czasu ingresu nowego biskupa Valdivi Santiago Silvy Retamalesa.